# Enthusiasmus

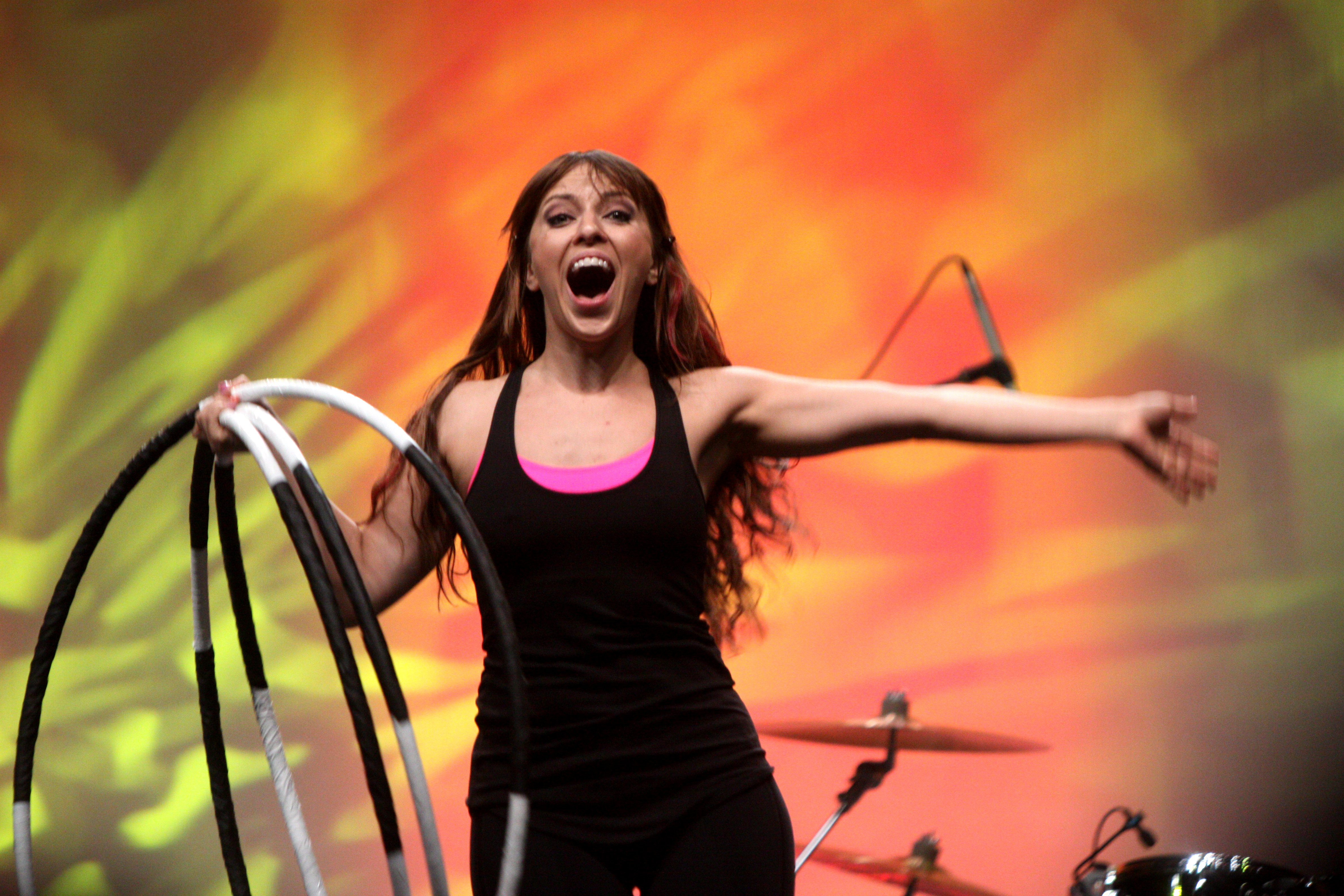
Enthusiastische Tänzerin

Enthusiasmus bezeichnet heute allgemein eine Begeisterung oder Schwärmerei für etwas, eine gesteigerte Freude an bestimmten Themen oder Handlungen, ein extremes Engagement für eine Sache oder ein ungewöhnlich intensives Interesse auf einem speziellen Gebiet. Synonym wird auch der Begriff Begeisterung verwendet, der laut Duden einen „Zustand freudiger Erregung, leidenschaftlichen Eifers; von freudig erregter Zustimmung, leidenschaftlicher Anteilnahme getragener Tatendrang; Hochstimmung, Enthusiasmus“ bezeichnet.
Seiner Herkunft nach bezeichnete der Begriff ursprünglich die Inspiration durch eine göttliche Eingebung oder durch den Einfluss oder die Gegenwart eines Gottes. Es ist eine seit dem 16. Jahrhundert im Deutschen nachweisbare latinisierte Entlehnung des griechischen ἐνθουσιασμός enthousiasmós – ursprünglich mit der Bedeutung „Besessenheit durch Gott, göttliche Begeisterung“ –, eines Abstraktums von ἔνθεος éntheos (wörtlich „gottbegeistert“), das aus ἐν en („in“) und θεός theós („Gott“) gebildet ist.

## Religionsgeschichte
Ursprünglich verstand man unter einem Enthusiasten eine von einem Gott besessene Person. Im antiken Griechenland war enthousiasmós ein Ausdruck für eine göttliche Inbesitznahme: Bei Apollon, der orakelnden Pythia, bei Dionysos und den Bacchanten und Mänaden wurde die Bezeichnung „Enthusiasmus“ auch im übertragenen oder bildhaften Sinn verwendet. So spricht Sokrates von der Inspiration des Dichters als einer Form des Enthusiasmus. Er gebraucht den Begriff in einem religiösen Sinn, grenzt ihn aber ab von einem extremen religiösen Eifer oder einem übertriebenen oder falschen Glauben an religiöse Inspiration.
Anhänger einer syrischen Sekte des 4. Jahrhunderts nannte man „Enthusiasten“. Sie glaubten, der Mensch könne durch unaufhörliches Gebet, asketische Praktiken und Meditation die Inspiration durch den heiligen Geist erwirken, ungeachtet der herrschenden bösen Mächte, denen er seit dem Sündenfall unterworfen war. Für ihren enthusiastischen Glauben an die Wirksamkeit des Gebets sind auch die Euchiten bekannt.
Mehrere protestantische Gruppierungen des 16. und 17. Jahrhunderts galten in ihrem religiösen Eifer als enthusiastisch. Lord Shaftesburys einflussreicher Brief A Letter Concerning Enthusiasm (1708) wendet sich gegen die sektiererischen Praktiken der französischen Camisarden und gegen jede Form des religiösen Fanatismus. Zugleich verweist er auf eine edlere Form des „Enthusiasmus“ angesichts der göttlich geordneten, harmonischen Natur. Im 18. Jahrhundert bezeichnete man in England und Nordamerika populäre Methodisten wie John Wesley oder George Whitefield pejorativ als „Enthusiasten“, und das hieß im damaligen Sprachgebrauch: blinde religiöse Fanatiker.

## Begriffsgeschichte ab dem 18. Jahrhundert
Im 18. Jahrhundert wird die Bedeutung des Wortes allgemeiner und weltlicher: Im heutigen allgemeinen Sprachgebrauch hat der Begriff Enthusiasmus seine spezielle religiöse Bedeutung verloren und bezeichnet vielmehr einen unbeschränkten, emotionalen und persönlichen Einsatz für ein Ideal oder eine gemeinsame Sache. Auch die besondere Mühe, mit der man bestimmte Ziele verfolgt, wird mit dem Begriff umschrieben. Manchmal bezeichnet der Ausdruck abwertend eine allzu parteiische Hingabe und einen radikal-autoritären Dogmatismus, der sich allen Schwierigkeiten und gegen ihn erhobenen Einwänden verschließt. Das Verb begeistern für „in erhöhte Stimmung versetzen, freudig erregen“ ist ein im 17. Jahrhundert zu Geist gebildetes Präfixverb, welches anfänglich „mit Geist erfüllen“, also „beseelen, beleben“ meinte und sich im heutigen Sinne entwickelte. Insbesondere im 18. Jahrhundert nahm das Substantiv Begeisterung zunehmende Verbreitung.
Auch der Ausdruck Leidenschaft, eine Übersetzung von Philipp von Zesen aus dem lateinischen Wort passio, lässt sich heute gemeinhin als Synonym dieses Begriffs von „Enthusiasmus“ verstehen.